# Gokayama
Gokayama là một khu vực của thành phố Nanto, tỉnh Toyama, Nhật Bản. Nó đã được UNESCO công nhận là Di sản thế giới nhờ truyền thống của những ngôi nhà gasshō-zukuri cùng với ngôi làng Shirakawa-go ở tỉnh Gifu. Cuộc sống cùng với kiến trúc truyền thống này được bảo tồn nguyên vẹn là nhờ vào vị trí tách biệt của nó ở thượng nguồn sông Shōgawa. Đây cũng là lý do mà lối sống và văn hóa của Gokayama vẫn mang đậm dấu ấn truyền thống trong nhiều năm sau, kể cả sau khi phần lớn của đất nước Nhật Bản đã được hiện đại hóa. Nhiều ngôi nhà truyền thống ở đây có tuổi đời lên tới trên 300 năm tuổi.
Gokayama bao gồm nhiều ngôi làng cũ khác là Taira, Kamitaira và Toga. Các ngôi nhà truyền thống nằm ở Ainokura của Taira và Suganuma của Kamitaira đã được chỉ định là Di tích quốc gia Nhật Bản.

## Ainokura
Ainokura được UNESCO công nhận là Di sản thế giới vào tháng 12 năm 1995 là một trong ba làng mang phong cách kiến trúc gasshō-zukuri (合掌造り, hợp chưởng tạo"). Tại đây có khoảng 20 ngôi nhà mang kiến trúc này, hầu hết có tuổi đời từ 100-200 năm tuổi và lâu đời nhất được cho là đã xây dựng cách đây 400 năm. Những ngôi nhà được xây bằng mái tranh, có độ dốc 60 độ, tạo thành một tam giác đều. Nhờ mái nhà có độ dốc lớn khiến tuyết trượt khỏi mái nhà một cách dễ dàng. Mái nhà khổng lồ được hỗ trợ bởi dầm gỗ sồi được gọi là chonabari. Ngoài ra, các mái nhà được thay mới 15-20 năm một lần.
Hoàng thái tử Akisinonomiya đã từng ở tại một quán trọ ở Ainokura hai lần. Tại đây, ông đã từng nói rằng, "Trên thế giới, tôi muốn đến ba nơi nhất, một trong số đó là Gokayama"

## Thành phố kết nghĩa
- Alberobello, Ý